# Sphinx d'Agost
Le Sphinx d'Agost, daté de la fin du VIe siècle av. J.-C., est une sculpture de l'époque ibérique avec une influence hellénique, trouvée en 1893 et dont l'auteur est inconnu.

## Lieu de découverte
L'œuvre a été trouvée près d'un autre sphinx gardé dans un musée parisien et un taureau, dont on a perdu la trace peu après la découverte en 1893, dans le site archéologique du Camp de l'Escultor, à la lisière de la commune d'Agost, située dans la province d'Alicante. 

## Symbolisme

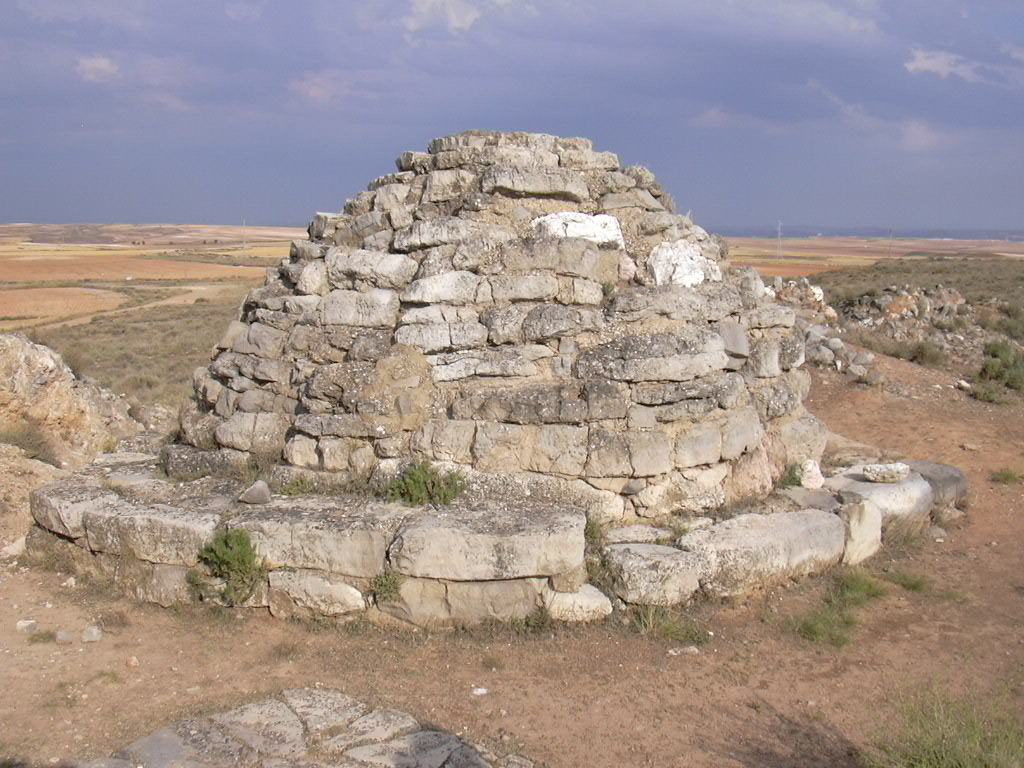
Tombe ibérique dans le Sommet d'Alcala.

Les sphinges sont des êtres qui ont le corps d'un lion ailé, la tête d'une femme et une queue de serpent. On croit que sa présence dans une tombe ibère, s'explique par son utilisation comme objet funéraire : Il était destiné à transporter l'âme du défunt selon les croyances grecques répandues chez divers peuples de l'Ibérie.

## Caractéristiques
- Mesures : 82 cm de hauteur, 56 de largeur et 26 de fond.
- Il a de petites érosions et mutilations.
- Pilier funéraire.
- style ibère - archaïque avec des influences helléniques.
- Pierre calcaire.
- Forme de sphinx.

## Localisation actuelle
Le sphinx est exposé actuellement au Musée archéologique national d'Espagne, à Madrid.